# M0NESY
Илья́ Вячесла́вович О́сипов (род. 1 мая 2005, Орехово-Зуево, Россия) — российский киберспортсмен в Counter-Strike 2, также известный под никнеймом m0NESY.
Обладатель четырёх медалей MVP (с англ. — «самый ценный игрок») от HLTV за турниры Blast Premier World Final 2022, IEM Dallas 2024, Blast Premier Fall Final 2024 и BLAST Premier World Final 2024.

## Карьера
Осипов начал увлекаться игрой в Counter-Strike 1.6 в возрасте 6 лет, а спустя три года перешёл в CS:GO. В десятилетнем возрасте Илья достиг самого высокого уровня (звания) в игре — Global Elite, а к 12 годам дошёл до максимального уровня на платформе Faceit.
Илья начал карьеру в июле 2019 года, вступив в команду NewBALLS, с которой вышел в финал HardCup. В 2020 году в составе Ztayhome одержал победу на Dell Gaming Cup #2.

### NAVI Junior
В январе 2020-го был принят на испытательный срок в NAVI Junior.

После перехода Ильи в новый состав, инсайдер Алексей «OverDrive» Бирюков предостерёг молодого игрока от ошибок в начале карьеры.
«Сейчас во всех пабликах повышенное внимание к m0nesy. Напомню, что ему 14 лет, это переходный возраст из детства во взрослую жизнь, в голове формируется общее восприятие мира и определение себя в этом мире, идёт переоценка ценностей. В этом возрасте человек очень уязвим и легко подвергается влиянию извне. Я это к тому, что он может поймать звезду и решить, что он уже состоявшийся игрок и можно уже не так париться, а это ведёт к печальным последствиям в плане карьеры. Ему надо понимать, что пока он ноунейм, талантливый, но ноунейм, которому ещё предстоит всем доказывать, что он чего-то стоит!»
Тренер NAVI Junior Амиран «Ami» Рехвиашвили отметил, что пока m0NESY не сможет выступать на турнирах из-за возрастных ограничений, но организация будет работать над раскрытием его навыков и даст нужные знания.
«Мы давно следили за Ильей и очень рады, что он присоединился к NAVI. В 14 лет он обладает качествами, которые позволят ему стать чемпионом: его чувство игры и целеустремленность впечатляют. Из-за возрастных ограничений сейчас он не сможет выступать на турнирах, но очень важно, чтобы он уже получал нужные и правильные знания. Уверен, что тренировки с NAVI.Junior помогут ему раскрыть свой потенциал».
В конце 2020 года вместе с коллективом пробился в полуфинал European Development Championship Season 1.
С 19 июля по 8 августа 2021 года в Киеве проходил турнир WePlay Academy League Season 1, в котором NAVI Junior заняли 5 место, не попав в плей-офф стадию. Во втором сезоне турнира NAVI Junior также приняли участие и заняли третье место, встретившись в финале с MOUZ NXT. Позже NAVI Junior заняли второе место на турнире WePlay Academy League Season 2 Finals, заработав 20 000 $ призовых.

### G2 Esports
В начале 2022 года Осипов присоединился к составу G2, заменив Франсуа «AMANEK» Делоне. Первым крупным турниром для нового состава стал IEM Katowice 2022, где команда в плей-оффе обыграла Virtus.pro и сильнейших на тот момент Natus Vincere, но в финале уступила коллективу FaZe Clan.
Илья был номинирован на победу в рейтинге 30 самых перспективных россиян до 30 лет по версии Forbes в 2022 году в категории «Спорт и киберспорт».
Илья с командой выиграли турнир Blast Premier World Final 2022, за который Илья получил свою первую медаль MVP.
Занял 7 место в списке лучших игроков 2022 года, а также был назван «новичком года» по версии портала HLTV.
В 2023 году Илья с командой одержал победу на двух турнирах серии Intel Extreme Masters: Katowice и Cologne. По итогам года занял 4 место в рейтинге лучших игроков мира по версии HLTV.
В июне 2024 года Илья победил за G2 на IEM Dallas и заработал медаль MVP.
В сентябре 2024 года Илья одержал победу на Blast Premier Fall Final и заработал медаль MVP.
3 ноября 2024 G2 Esports обыграли Team Spirit в финале BLAST Premier World Final 2024 со счетом 3:0, m0NESY получил 4-ю медаль MVP в своей карьере.
14 апреля 2025 после проигранного финала PGL Bucharest 2025 Team Falcons выкупили Илью.

## Достижения
| Год  | Место | Турнир                            | Команда      | Место проведения | Призовые (долл.) | Награда |        |
| ---- | ----- | --------------------------------- | ------------ | ---------------- | ---------------- | ------- | ------ |
| 2022 | 2     | IEM Katowice 2022                 | G2 Esports   | Катовице         | 180 000          | EVP     | [ 27 ] |
| 2022 | 9—11  | PGL Major Antwerp 2022            | G2 Esports   | Антверпен        | 8750             |         | [ 28 ] |
| 2022 | 3     | BLAST Premier Spring Final 2022   | G2 Esports   | Лиссабон         | 40 000           |         | [ 29 ] |
| 2022 | 3     | ESL Pro League Season 16          | G2 Esports   | Нашар            | 60 000           | EVP     | [ 30 ] |
| 2022 | 1     | BLAST Premier World Final 2022    | G2 Esports   | Абу-Даби         | 500 000          | MVP     | [ 31 ] |
| 2023 | 1     | IEM Katowice 2023                 | G2 Esports   | Катовице         | 400 000          | EVP     | [ 32 ] |
| 2023 | 12—14 | BLAST Paris Major 2023            | G2 Esports   | Париж            | 20 000           |         | [ 33 ] |
| 2023 | 3     | BLAST Premier: Spring Finals 2023 | G2 Esports   | Вашингтон        | 40 000           | EVP     | [ 34 ] |
| 2023 | 1     | IEM Cologne 2023                  | G2 Esports   | Кёльн            | 400 000          | EVP     | [ 35 ] |
| 2023 | 3     | Gamers8 2023                      | G2 Esports   | Эр-Рияд          | 80 000           |         | [ 36 ] |
| 2023 | 3     | IEM Sydney 2023                   | G2 Esports   | Сидней           | 20 000           | EVP     | [ 37 ] |
| 2024 | 3     | PGL CS2 Major Copenhagen 2024     | G2 Esports   | Копенгаген       | 80 000           | EVP     | [ 38 ] |
| 2024 | 3     | IEM Chendhu 2024                  | G2 Esports   | Чэнду            | 20 000           | EVP     | [ 39 ] |
| 2024 | 1     | IEM Dallas 2024                   | G2 Esports   | Даллас           | 100 000          | MVP     | [ 40 ] |
| 2024 | 2     | Esports World Cup 2024            | G2 Esports   | Эр-Рияд          | 175 000          |         | [ 3 ]  |
| 2024 | 3     | ESL Pro League Season 20          | G2 Esports   | Мальта           | 45 000           | EVP     | [ 41 ] |
| 2024 | 1     | BLAST Premier Fall Final 2024     | G2 Esports   | Копенгаген       | 200 000          | MVP     | [ 24 ] |
| 2024 | 1     | BLAST Premier World Final 2024    | G2 Esports   | Сингапур         | 500 000          | MVP     | [ 42 ] |
| 2024 | 3     | Perfect World Shanghai Major 2024 | G2 Esports   | Шанхай           | 80 000           |         | [ 43 ] |
| 2025 | 3—4   | BLAST Bounty 2025 Season 1 Finals | G2 Esports   | Копенгаген       | 17 500           |         | [ 44 ] |
| 2025 | 2     | PGL Bucharest 2025                | G2 Esports   | Бухарест         | 187 500          |         | [ 45 ] |
| 2025 | 2     | IEM Melbourne 2025                | Team Falcons | Мельбурн         | 50 000           | EVP     | [ 46 ] |
| 2025 | 2     | BLAST Rivals 2025 Season 1        | Team Falcons | Копенгаген       | 75 000           | EVP     | [ 47 ] |
| 2025 | 3—4   | IEM Dallas 2025                   | Team Falcons | Даллас           | 25 000           | EVP     | [ 48 ] |

- MVP — Most Valuable Player (с англ. — «Самый ценный игрок»)
- EVP — Exceptionally Valuable Player (с англ. — «Исключительно ценный игрок»).

### Рейтинг HLTV
| Год  | Позиция | Прим.         |
| ---- | ------- | ------------- |
| 2022 | 7       | [ 19 ]        |
| 2023 | 4       | [ 49 ] [ 23 ] |
| 2024 | 2       | [ 50 ]        |